# Газні Хан Мухаммед
Газні Хан Мухаммед (д/н — травень 1436)— правитель Малави з 5 липня 1435 до 9/11 травня 1436 року. Відомий як Мухаммад-шах I.

## Життєпис
Син султана Хошанг Шаха. 1432 року був оголошений спадкоємцем трону. З цього часу активно допомагав батькові в управлінні. 1435 року спадкував владу. Наказав вбити більшість своїх родичів, щоб позбавити небезпеки змови. Втім його жорстокі дії спричинили невдоволення знаті. Його родич Махмуд-хан Хілджі влаштував заколот, внаслідок чого 1436 року султана було повалено. Декілька днів панував син останнього — Масуд, — але зрештою того було відсторонено, а Махмуд-хан Хіджі став новим султаном, заснувавши власну династію.